# Доходный дом и зал собраний М. Ф. Руадзе
Доходный дом и зал собраний М. Ф. Руадзе — памятник архитектуры. Расположен в Центральном районе Санкт-Петербурга, современный адрес дома — улица Рубинштейна, 13.

## История
В 1822—1860-х годах владелицей участка значилась купеческая жена Никулина, на территории были деревянный и каменный дома. Следующей владелицей стала Мария Фёдоровна Руадзе.
Основное здание построено в 1863—1864 годах (или в 1862 году) Н. П. Гребёнкой, это четырёхэтажный жилой дом, построенный в стиле эклектики. Его оконные проёмы обработаны поэтажно.
Четырёхэтажный каменный флигель во дворе был построен в 1869 году. В 1870-х годах его занимал клуб Петербургского собрания художников (литераторов, артистов), с 1885 года владелицей стала А. И. Павлова. В 1894 году в здании случился пожар, затронувший служебные помещения. В 1913 году зал был реконструирован И. И. Бургазлиевым (по другим источникам, проект по устройству театрального помещения «Зал Павловой» был утверждён в 1914 году), после революции его заняла Школа актёрского мастерства Л. Вивьена. В 1922 году зал прошёл через ещё один ремонт с перестройкой для театра «Кривое зеркало», следующая реконструкция по проекту Н. А. Митурича для Нового театра Е. Кролля состоялась в августе 1934 года.
После послевоенной реконструкции зал занял Дом художественной самодеятельности, в том числе в 1951 году — Театр народного творчества. Одновременно с этим с 1930-х годов в здании работали школы.
С 1981 года до начала 1990-х здание занимал Ленинградский рок-клуб.
В 1995 году здание передали детскому музыкальному театру «Зазеркалье».
Последняя реставрация театрального флигеля прошла в 2007—2010 году.

## Интерьеры
Несмотря на все реконструкции, в лестнице-фонарике из вестибюля на второй этаж, в фойе и частично в зрительном зале сохранились элементы архитектуры времён постройки.
У лестницы-фонарика есть промежуточная криволинейная площадка, она освещена полукруглыми окнами и перекрыта полукуполом, переходящим в свод. Её высокий цоколь имитирует каменную кладку, стены над ним членятся коринфскими пилястрами с барельефами на лицевой поверхности. По границе купола и свода сделана полоса розеток, также в украшении помещения использован карниз на вертикальных кронштейнах, широкий скульптурный орнаментальный фриз-панно.
Белый зал в плане прямоугольный, его стены украшены пилястрами-лопатками, связанными архивольтами, украшенными замками-маскаронами. Над пилястрами сделаны бюсты в овальном обрамлении на лепных кронштейнах. На перекрытии создано три узорчатые композиции, концентрические круги с лепным плафоном по центру.
В отличие от других помещений, скульптурный декор зрительного зала скромен. Портальная стена гладкая, но на ней и между архивольтами по осям пилястр помещены лавровые венки простых очертаний (предположительно работы 1950-х годов). В метопах между триглифами фриза можно увидеть частично сохранившиеся барельефные изображения лир. Гладкий потолок обрамляют небольшие тяги, присутствует украшение в виде валика с листьями лавра.